# Vela ai Giochi della XXXII Olimpiade - RS:X maschile

## Le gare
Le gare di vela della Classe RS:X maschile valide per la XXXII Olimpiade si sono svolte dal 25 al 31 luglio 2021 presso l'isola di Enoshima. Hanno partecipato alla competizione 25 atleti.
I punti sono stati assegnati in base alle posizioni finali in ciascuna regata (1 al primo, 2 al secondo etc.). Sono stati considerati i migliori 11 punteggi delle dodici regate di qualificazione, e ciascun atleta ha potuto scartare il punteggio più alto. I 10 atleti con il punteggio più basso hanno gareggiato in un'ultima regata, chiamata "Medal Race" in cui il punteggio valeva doppio e andava a sommarsi a quello delle 11 regate di qualificazione.
In caso di squalifica, o di mancata partenza per una regata, all'atleta venivano assegnati 26 punti per quella regata (22 nell'ultima) ovvero uno (o due) in più di quanti ne avrebbe avuto se si fosse classificato ultimo.

## Calendario
Tutti gli orari sono Japan Standard Time (UTC+9)
| Data                      | Ora   | Turno            |
| ------------------------- | ----- | ---------------- |
| Domenica, 25 luglio 2021  | 12:05 | Race 1, 2 e 3    |
| Lunedì, 26 luglio 2021    | 15:05 | Race 4, 5 e 6    |
| Mercoledì, 28 luglio 2021 | 12:05 | Race 7, 8 e 9    |
| Giovedì, 29 luglio 2021   | 15:20 | Race 10, 11 e 12 |
| Sabato, 31 luglio 2021    | 15:33 | Medal Race       |

## Risultati
| Pos. | Atleta                          | Race | Race | Race | Race | Race   | Race   | Race | Race   | Race | Race | Race | Race | Race   | Punti | Punti |
| Pos. | Atleta                          | 1    | 2    | 3    | 4    | 5      | 6      | 7    | 8      | 9    | 10   | 11   | 12   | M      | Tot   | Net   |
| ---- | ------------------------------- | ---- | ---- | ---- | ---- | ------ | ------ | ---- | ------ | ---- | ---- | ---- | ---- | ------ | ----- | ----- |
|      | Kiran Badloe                    | 5    | 7    | 1    | 1    | 26 DSQ | 5      | 2    | 4      | 1    | 5    | 1    | 1    | 4      | 63    | 37    |
|      | Thomas Goyard                   | 13   | 5    | 3    | 13   | 1      | 1      | 3    | 6      | 7    | 1    | 9    | 3    | 22 OCS | 87    | 74    |
|      | Kun Bi                          | 7    | 9    | 16   | 4    | 13     | 26 DSQ | 1    | 3      | 2    | 4    | 2    | 6    | 8      | 101   | 75    |
| 4    | Yoav Cohen                      | 12   | 6    | 2    | 7    | 6      | 6      | 6    | 7      | 16   | 6    | 4    | 12   | 2      | 92    | 76    |
| 5    | Mattia Camboni                  | 4    | 2    | 4    | 8    | 2      | 2      | 8    | 13     | 4    | 8    | 3    | 9    | 22 OCS | 89    | 76    |
| 6    | Piotr Myszka                    | 11   | 4    | 6    | 3    | 5      | 11     | 5    | 2      | 5    | 9    | 5    | 2    | 22 OCS | 90    | 79    |
| 7    | Tom Squires                     | 9    | 13   | 14   | 2    | 10     | 3      | 4    | 1      | 8    | 2    | 6    | 10   | 14     | 96    | 82    |
| 8    | Mateo Sanz Lanz                 | 1    | 1    | 9    | 10   | 3      | 4      | 16   | 17     | 12   | 10   | 13   | 15   | 6      | 117   | 100   |
| 9    | Pedro Pascual                   | 6    | 12   | 7    | 9    | 4      | 13     | 7    | 5      | 14   | 14   | 16   | 7    | 12     | 126   | 110   |
| 10   | Angel Granda Roque              | 2    | 3    | 13   | 14   | 12     | 15     | 15   | 9      | 10   | 18   | 7    | 8    | 10     | 136   | 118   |
| 11   | Byron Kokkalanis                | 8    | 17   | 10   | 5    | 26 DNF | 8      | 18   | 19     | 6    | 7    | 8    | 4    | -      | 136   | 110   |
| 12   | Andreas Cariolou                | 18   | 20   | 15   | 6    | 9      | 7      | 11   | 8      | 17   | 3    | 10   | 14   | -      | 138   | 118   |
| 13   | Chun Leung Michael Cheng        | 3    | 8    | 8    | 12   | 8      | 9      | 13   | 22     | 15   | 15   | 15   | 13   | -      | 141   | 119   |
| 14   | Endre Funnemark                 | 14   | 16   | 5    | 11   | 11     | 26 DSQ | 9    | 10     | 3    | 19   | 12   | 16   | -      | 152   | 126   |
| 15   | Juozas Bernotas                 | 23   | 11   | 12   | 15   | 26 DNF | 10     | 12   | 18     | 13   | 12   | 14   | 5    | -      | 171   | 145   |
| 16   | Makoto Tomizawa                 | 10   | 21   | 11   | 16   | 26 DNF | 14     | 17   | 11     | 11   | 16   | 11   | 11   | -      | 175   | 149   |
| 17   | Wonwoo Cho                      | 22   | 15   | 21   | 22   | 7      | 26 UFD | 10   | 14     | 9    | 11   | 18   | 18   | -      | 193   | 167   |
| 18   | Mikita Tsirkun                  | 17   | 10   | 23   | 17   | 26 DNF | 19     | 21   | 12     | 18   | 23   | 20   | 20   | -      | 226   | 200   |
| 19   | Aleksandr Askerov               | 19   | 18   | 17   | 20   | 26 DNF | 16     | 20   | 15     | 19   | 22   | 19   | 23   | -      | 234   | 208   |
| 20   | Onur Cavit Biriz                | 15   | 19   | 20   | 19   | 26 DNF | 12     | 23   | 20     | 23   | 21   | 21   | 17   | -      | 236   | 210   |
| 21   | Francisco Cruz Saubidet Birkner | 16   | 14   | 19   | 21   | 26 DNF | 17     | 14   | 26 UFD | 22   | 20   | 22   | 21   | -      | 238   | 212   |
| 22   | Karel Lavicky                   | 20   | 25   | 22   | 23   | 26 DNF | 26 UFD | 19   | 16     | 21   | 17   | 17   | 19   | -      | 251   | 225   |
| 23   | Ignacio Berenguer               | 25   | 22   | 18   | 18   | 26 DNF | 26 DNF | 22   | 23     | 20   | 13   | 23   | 22   | -      | 258   | 232   |
| 24   | Nattaphong Phonoppharat         | 24   | 24   | 25   | 24   | 26 DNF | 20     | 24   | 21     | 24   | 24   | 24   | 24   | -      | 284   | 258   |
| 25   | Hamza Bouras                    | 21   | 23   | 24   | 25   | 26 DNF | 18     | 25   | 24     | 25   | 25   | 25   | 25   | -      | 286   | 260   |